# Diego Fuentes
Diego Matias Fuentes Faúndez (Maipú, 3 de marzo de 1991) es un futbolista chileno, que juega como Guardameta.

## Clubes
| Club                       | País  | Año       |
| -------------------------- | ----- | --------- |
| Ñublense                   | Chile | 2011-2013 |
| Deportes Linares           | Chile | 2014      |
| Ñublense                   | Chile | 2014-2015 |
| Buenos Aires de Parral     | Chile | 2016      |
| Independiente de Cauquenes | Chile | 2016-2017 |
| Deportes Melipilla         | Chile | 2017-2021 |
| Deportes Valdivia          | Chile | 2021      |
| Deportes Melipilla         | Chile | 2022      |